# 파코 솔레르
프란시스코 마누엘 "파코" 솔레르 아텐시아(스페인어: Francisco Manuel "Paco" Soler Atencia, 1970년 3월 5일, 발레아레스 제도 팔마 데 마요르카 ~)는 스페인의 전직 축구 선수로, 현역 시절 중앙 미드필더로 활약했으며, 이후 감독도 맡았다.
그는 현역 시절에 ㅁ마요르카에서만 활약했는데, 총 168번의 라 리가 경기에 출전했으며, 그 9년 동안 3골을 기록했고, 총 14년을 1군에서 활약했다. 그는 은퇴 후 감독이 되었다.

## 클럽 경력
냉철한 선수인 솔레르는 발레아레스 제도 팔마 데 마요르카 출신으로, 인근 마요르카 소속으로 현역 시절 전부를 보냈다. 그는 1990-91 시즌에 1군 경기에 처음 출전하여 총 419번의 경기에 뛰었다.
1996-97 시즌, 솔레르는 마요르카의 라 리가 무대 복귀의 공신으로, 이듬해에도 주전으로 활약하며 리그 5위에 공헌했다. 그는 1998-99 시즌, 컵위너스컵 결승전에서 후보로 대기했다.
그러나, 솔레르는 현역 막판 2년에 입지를 거의 잃었는데, 2003-04 시즌이 끝나고 34세였던 그는 은퇴를 선언했다. 이후, 그는 감독일을 시작하여 2007년 1월에 스페인의 인베르푸트볼 사와 계약하고 포르투갈 프리메이라리가의 베이라-마르 감독으로 취임했으나, 아베이루 연고의 구단이 강등당하는 것을 막지 못했다.
2009년 2월, 솔레르는 고향으로 복귀해 전 스페인 국가대표 프란시스코의 후임으로 하부 리그 아틀레티코 발레아레스의 감독이 되었으나, 또다시 하부 리그로 강등되었다. 4년 후, 그는 단장직을 내려놓고 다시 감독이 되었다.

## 국가대표팀 경력
솔레르는 바르셀로나에서 열린 1992년 하계 올림픽에서 스페인 선수단 일원으로 참가해, 4경기에서 277분을 출전해 금메달을 획득했다.

## 수상

### 클럽
마요르카
- 코파 델 레이:
  - 우승: 2002–03
  - 준우승: 1997–98
- 수페르코파 데 에스파냐: 1998
- 컵위너스컵 준우승: 1998–99

### 국가대표팀
스페인 U-23
- 하계 올림픽: 1992[6]

## 같이 보기
- 원클럽맨 명단